# إدوارد بيتزولد
إدوارد بيتزولد (بالألمانية: Eduard Petzold)‏ (و. 1815 – 1891 م) هو عالم نبات، ومهندس المناظر الطبيعية، وحدائقي من ألمانيا .